# Abbenrode
Abbenrode is een plaats en voormalige gemeente in de Duitse deelstaat Saksen-Anhalt, en maakt deel uit van de Landkreis Harz. Abbenrode telt 927 inwoners.
In 1086 is er voor het eerst sprake van Abbenrode. Het klooster werd in 1525 verwoest tijdens de Duitse Boerenoorlog; twee jaar later werd het klooster opgeheven.
Het water van het rivertje de Ecker wordt sinds de middeleeuwen gebruikt om watermolens aan te drijven.
In de periode van de DDR lag Abbenrode tegen de Duits-Duitse grens aan, waardoor de plaats geïsoleerd raakte. Na de hereniging van beide Duitslanden in 1990 herstelde Abbenrode zich weer.
De Sankt Andreaskerk dateert uit 1575.